# Lucile Saint-Simon
 (avril 2024).
Si vous disposez d'ouvrages ou d'articles de référence ou si vous connaissez des sites web de qualité traitant du thème abordé ici, merci de compléter l'article en donnant les références utiles à sa vérifiabilité et en les liant à la section « Notes et références ».
Lucile Saint-Simon est une actrice française née le 19 octobre 1932 à Corbeil.

## Biographie
De son vrai nom Lucile Sainsimon, elle naît le 19 octobre 1932 à Corbeil (Seine-et-Oise). Elle étudie un an la diction chez René Simon, puis prend des cours de théâtre chez Charles Dullin. Dans les années 1950, elle effectue des tournées théâtrales en Martinique et en Guadeloupe avec la troupe de Jean Gosselin.
Elle fait ses débuts au cinéma en 1953 dans Dortoir des grandes d'Henri Decoin, puis apparaît dans Si Versailles m'était conté… (1954) de Sacha Guitry. Sa carrière prend réellement son essor au début des années 1960 où elle enchaîne les rôles principaux : Les Bonnes Femmes de Claude Chabrol, Arrêtez les tambours de Georges Lautner,  Ravissante de Robert Lamoureux, Les Mains d'Orlac d'Edmond T. Gréville, Tendre et Violente Élisabeth d'Henri Decoin, Le Roi des montagnes de Willy Rozier, etc.
Elle interrompt sa carrière quelques années plus tard pour changer de vie, change de pays et se livre à d'autres activités.

### Vie privée
Au cours Dullin, elle fait la connaissance du comédien Jacques Verlier (1933-1992) qu'elle épouse le 10 décembre 1953[Quand ?] à Neuchâtel en Suisse (extrait acte de mariage vol 54, page 147 n° 239), et dont elle a une fille, Karine. Le couple divorce au bout de six ans ; elle se remarie avec le comédien Georges Rivière en mars 1988 à Palma de Majorque.

## Théâtre
- 1954 : Adorable Julia de Marc-Gilbert Sauvajon, théâtre du Gymnase : Chris Vallamont ; reprise en 1957 au théâtre des Célestins[2]
- Un petit ange de rien du tout de Claude-André Puget
- Oscar de Claude Magnier
- Patate de Marcel Achard
- Le Légataire universel de Jean-François Regnard

## Filmographie

### Cinéma
- 1953 : Dortoir des grandes d'Henri Decoin : une élève
- 1954 : Si Versailles m'était conté… de Sacha Guitry
- 1956 : Mannequins de Paris d'André Hunebelle
- 1960 : Les Bonnes Femmes de Claude Chabrol : Rita
- 1960 : Ravissante de Robert Lamoureux : Françoise
- 1960 : Les Mains d'Orlac d'Edmond T. Gréville : Louise Orlac
- 1961 : Tendre et Violente Élisabeth d'Henri Decoin : Élisabeth
- 1961 : Arrêtez les tambours de Georges Lautner : Catherine Leproux
- 1961 : No dispares contra mí de José Maria Nunes
- 1962 : Le Dernier Quart d'heure de Roger Saltel
- 1963 : Le commissaire mène l'enquête de Fabien Collin
- 1963 : La Vierge de Nuremberg d'Antonio Margheriti
- 1964 : Le Roi des montagnes de Willy Rozier : Mary-Ann
- 1965 : L'Allumeuse (La donnaccia) de Silvio Siano